# Instamatic
Instamatic (рус. Инстама́тик) — серия недорогих малоформатных фотоаппаратов с упрощённой зарядкой фотоплёнки в быстросменной кассете магазинного типа (картридже) «тип 126» (размер кадра 28×28 мм), производство которых было начато фирмой Kodak (США) в 1963 году.
В 1960-е — 1980-е годы фотоаппараты Instamatic и их клоны были широко распространены в США, Европе и Японии особенно среди начинающих фотолюбителей благодаря низкой цене и общедоступности. В 1972 году появились фотоаппараты миниатюрного формата Pocket Instamatic с 16-мм фотоплёнкой в кассете (картридже) «тип 110».
Название Instamatic также использовалось фирмой Kodak для линейки любительских кинокамер и предназначенных для них быстросменных кассет K40 с киноплёнкой формата «Super-8».

## Фотоаппараты Instamatic (плёнка типа 126)
Первые фотоаппараты Instamatic для плёнки типа 126 поступили в продажу в начале 1963 года. Облегченная зарядка фотоплёнки снизила цену на камеры, так как в них отсутствовал прижимной столик и счётчик кадров (входили в конструкцию картриджа). Фирма Kodak выпускала большой ассортимент негативных (для фотопечати) и обращаемых (для просмотра с помощью диапроектора) светочувствительных материалов.
Instamatic 50 — первая модель, появившаяся в Великобритании в феврале 1963 года, через месяц в США начат выпуск Instamatic 100. Это были простейшие фотоаппараты с единственной выдержкой и диафрагмой, модель «100» получила возможность присоединения фотовспышки Magicube («волшебный кубик») с одноразовыми баллонами на каждой из четырёх боковых граней куба размером 3×3×3 см. При каждом взводе затвора такой фотокубик поворачивался на 90°, направляя на объект съёмки неиспользованный баллон, а после четырёх срабатываний выбрасывался и заменялся новым.
В стеклянной колбе каждого баллона, заполненной кислородом, находилась магниевая или алюминиевая фольга, воспламенявшаяся электрическим разрядом от размещённой в корпусе фотоаппарата батарейки.
Линейка выпускаемых моделей расширялась, на смену недорогим, но популярным сериям Instamatic 100/104 пришли фотоаппараты Instamatic 800/804 в алюминиевых корпусах, с селеновыми экспонометрами, с автоматической установкой экспозиции, оснащённые дальномерами, встроенными электронными фотовспышками и автоспусками. В Германии выпускался однообъективный зеркальный фотоаппарат Instamatic Reflex со сменными объективами, совместимыми с камерой Kodak Retina (крепление типа S).
Фотоаппараты Instamatic пользовались большим спросом, между 1963 и 1970 годом продано более 50 млн экземпляров. В 1970-е годы с целью увеличения объёмов продаж Kodak предлагала «инстаматики» даже в магазинах, торгующих товарами повседневного спроса.
Фотоаппараты под популярные картриджи «126» выпускали и другие европейские и японские фирмы, включая Canon, Olympus, Minolta, Ricoh, Zeiss Ikon, даже Rollei, выпускавшая дорогие и престижные модели. Некоторые фотоаппараты были сложнее и дороже камер Kodak, например зеркальный Rollei SL26 со сменными объективами имел TTL-экспонометр и продавался за 300 долларов США.
В 1970 году появилась X-серия Instamatic, «четырёхразовая» фотовспышка Magicube получила пьезоэлектрический по́джиг, потребность иметь батарейку в камере отпала. Такие фотоаппараты имели обозначение «X» (например Instamatic X-15 или Instamatic 55X).
В СССР фотоплёнка типа 126 не производилась, а фотоаппараты для неё не выпускались. Однако в 1970-х годах на Красногорском механическом заводе создан опытный экземпляр однообъективного зеркального фотоаппарата «Зенит-ПАК» под фотоплёнку типа 126.

## Фотоаппараты Pocket Instamatic (плёнка типа 110)
В 1972 году Kodak выпустила 16-мм плёнку типа 110 в одноразовом картридже, фактически уменьшенную 35-мм плёнку типа 126, был начат выпуск миниатюрных фотоаппаратов, получивших название Pocket Instamatic («карманный инстаматик»).
Первое время выпускались простейшие фотоаппараты в пластмассовом раздвижном корпусе с «четырёхразовой» фотовспышкой Magicube (взвод затвора и перемотка плёнки осуществлялись раздвиганием-сдвиганием половинок корпуса), в дальнейшем фирмы США, Европы и Японии освоили выпуск сложных автоматических камер, со встроенной электронной фотовспышкой, дальномерных фотоаппаратов, например Pocket Instamatic 60 имел корпус из нержавеющей стали. Японский однообъективный зеркальный фотоаппарат Minolta 110 Zoom имел объектив с переменным фокусным расстоянием, а фирма Pentax выпустила зеркальные Pentax Auto 110 и Pentax Auto 110 Super с линейкой из пяти сменных объективов, с TTL-экспонометрическим устройством, с возможностью присоединения внешнего моторного привода.
За первые три года было выпущено более 25 млн фотоаппаратов Pocket Instamatic, их производство продолжалось до 1990-х годов.
Недостатком камер Pocket Instamatic был малый размер кадра (13×17 мм), что требовало больших увеличений при фотопечати и просмотре диапозитивов.
В СССР плёнка типа 110 и фотоаппараты Pocket Instamatic не выпускались, однако на 12 лет раньше «карманного инстаматика» и картриджа «110» на киевском заводе «Арсенал» начат выпуск микроформатной камеры «Киев-Вега» с внешне похожей многоразовой кассетой. Модель «Киев-303» выпускалась и в 1990-е годы.
|                                 |              |                                                     |                                              | |                                                                           |
| GAF 220 с фотовспышкой Magicube | Rollei E 110 | Дальномерный фотоаппарат Kodak Pocket Instamatic 60 | Crayola Flash 110 с электронной фотовспышкой | Однообъективный зеркальный фотоаппарат Minolta 110 Zoom, объектив с переменным фокусным расстоянием | Однообъективный зеркальный фотоаппарат Pentax Auto 110 со сменной оптикой |

## Любительские кинокамеры «Super-8»
В 1965 году фирма Eastman Kodak разработала 8-мм киноплёнку Super-8 с увеличенным размером кадра 5,36 × 4,01 мм, с изменённой перфорацией, против 4,4 × 3,25 мм выпускавшейся с 1931 года «классической» 8-мм плёнки (N8).
Киноплёнка размещается в быстросменной неразборной кассете типа Kodak K40, поддерживающей механический автоматический ввод светочувствительности и управление конверсионным светофильтром. Кассета вставляется в кинокамеру одним движением, благодаря чему перезарядка занимает 2—3 секунды и не требует специальных навыков. При этом возможен быстрый переход с одного типа плёнки на другой (например, с плёнки для дневного света на «вечернюю» для ламп накаливания) простой сменой кассеты. Главное преимущество такого типа зарядки заключается в полной изоляции киноплёнки от контакта с внешней средой и руками оператора. Развитая в США и Европе сеть проявочных лабораторий предполагала извлечение киноплёнки из кассеты подготовленным персоналом, что сводило к минимуму её загрязнение и механические повреждения.
Кинокамеры формата «Super-8» и кассеты к ним в США также именуются Instamatic. Киноплёнка в таких кассетах выпускается до настоящего времени (2020 год). Кроме кассет для немой съёмки выпускались кассеты, заряженные киноплёнкой с магнитной дорожкой для синхронной съёмки со звуком. От стандартной кассеты звуковая отличалась незначительно увеличенной высотой. В настоящее время выпуск последних прекращён.
В отличие от недоступных в СССР фотоплёнок «тип-126» и «тип-110» обращаемая чёрно-белая и цветная киноплёнка в кассетах типа Instamatic выпускалась с начала 1970-х годов. Сначала в продаже были только многоразовые перезаряжаемые кассеты «КС-8», идентичные по форме американским Kodak K40. а в дальнейшем освоен выпуск неразборных одноразовых кассет.
Любительские киносъёмочные аппараты серии «Кварц» под кассету «КС-8» выпускались на Красногорском механическом заводе («Кварц-1×8С-1», «Кварц-1×8С-2», «Кварц-8XL»). На Ленинградском оптико-механическом объединении аналогичный тип кассет поддерживали камеры «ЛОМО-214/216/218» и «Аврора-215/217/219». Недорогим любительским кинокамерам «ЛОМО-Аврора» предшествовали «Аврора-10» и «Аврора-12», в небольшом количестве выпускались кинокамеры высокого класса серии «ЛОМО-220».